# Phạm trù các đa tạp
Trong toán học, phạm trù các đa tạp, thường ký hiệu là Manp, ("manifold" là từ tiếng Anh cho "đa tạp") là phạm trù mà đối tượng là đa tạp trơn Cp và cấu xạ là ánh xạ khả vi p lần. Đây là một phạm trù vì hợp của hai ánh xạ Cp là một ánh xạ Cp.
Ta cũng có phạm trù các đa tạp trơn, Man∞, hay phạm trù các đa tạp giải tích, Man ω.

## Manplà một phạm trù cụ thể
Giống như nhiều phạm trù khác, Manp là một phạm trù cụ thể. Có một hàm tử quên
U: Manp → Top
đến phạm trù các không gian tô-pô. Tương tự như vậy, có một hàm tử quên
U′: Manp → Set
đến phạm trù các tập hợp.